# Clarke Schools for Hearing and Speech
La Clarke Schools for Hearing and Speech est un organisme national à but non lucratif spécialisé dans l’éducation des enfants sourds ou malentendants à l’aide de la langue parlée et orale (oralisme), à l’aide de technologies telles que les prothèses auditives et les implants cochléaires.
Les cinq campus de l'établissement accueillent chaque année plus de mille étudiants à Northampton, Boston, New York, Philadelphie et Jacksonville. Il s'agit de la plus ancienne et de la plus grande école du genre aux États-Unis.

## Historique
La Clarke School for the Seaf a été fondée en 1867 à Northampton, dans le Massachusetts en tant que première école orale permanente pour les sourds aux États-Unis. Elle a acquis une réputation internationale en tant que pionnière et chef de file dans le domaine de l'écoute et du langage parlé. John Clarke, un bienfaiteur local, a offert une subvention de 50 000 dollars pour la fondation d'une école pour sourds à Northampton. Gardiner Greene Hubbard, avec le gouvernement de l'État et de nombreuses personnes, a joué un rôle important dans cette fondation.
L'école forme aussi des enseignants en enseignement auditif / oral et, en 1962, améliore son programme de formation pédagogique en s'associant au Smith College dont les diplômés peuvent obtenir une maîtrise en éducation des sourds.
En 2008, plus de 1 400 enseignants sourds avaient été formés dans le cadre du programme de formation des enseignants diplômés du Smith College / Clarke. Alexander Graham Bell, le président Calvin Coolidge et la première dame Grace Coolidge ont siégé au conseil des fiduciaires de l'école. Bell et Grace Coolidge ont également présidé le conseil à différentes périodes.

## Galerie

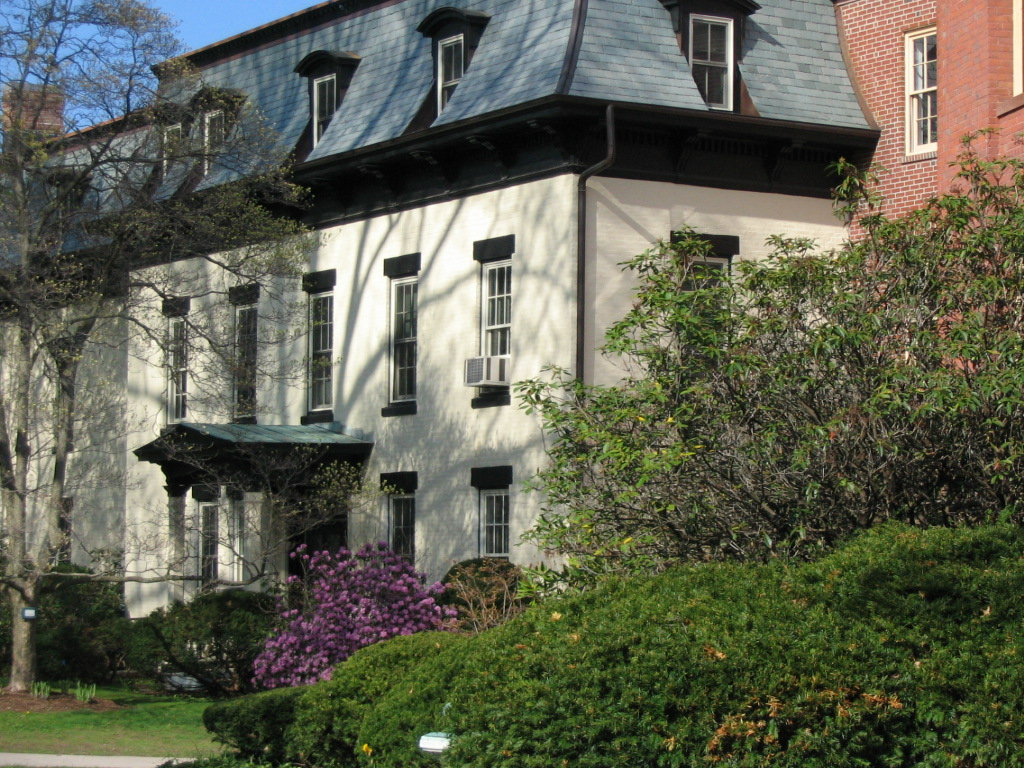
Rogers Hall - Addition to Hubbard Hall
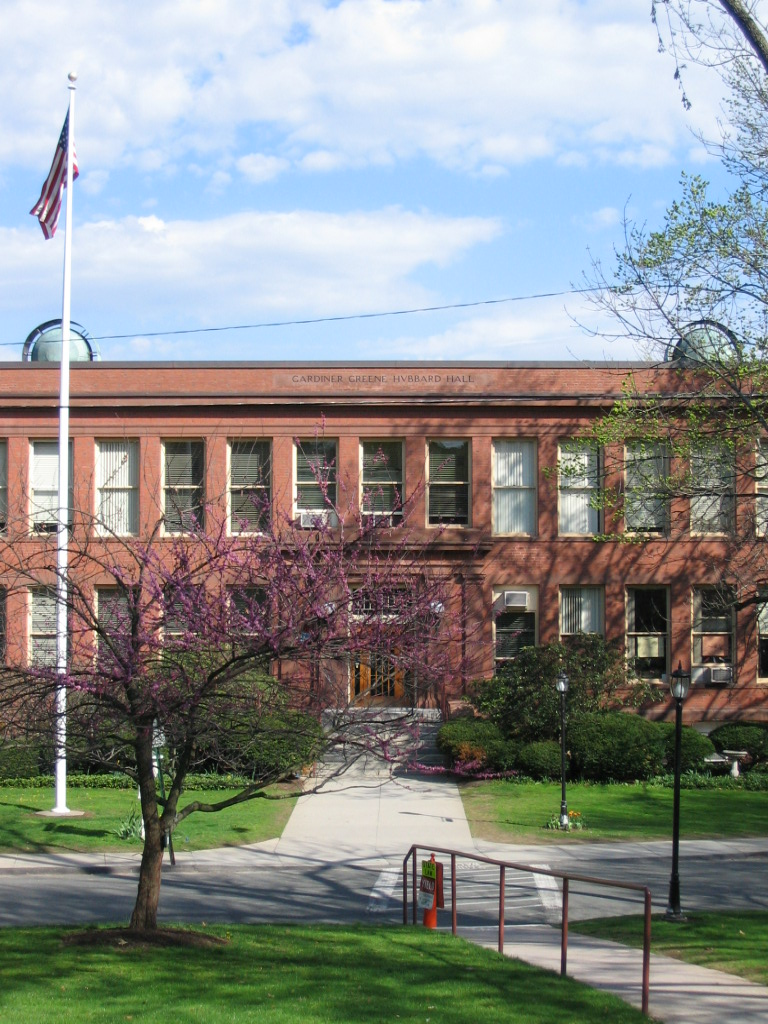
Hubbard Hall (main schoolbuilding)
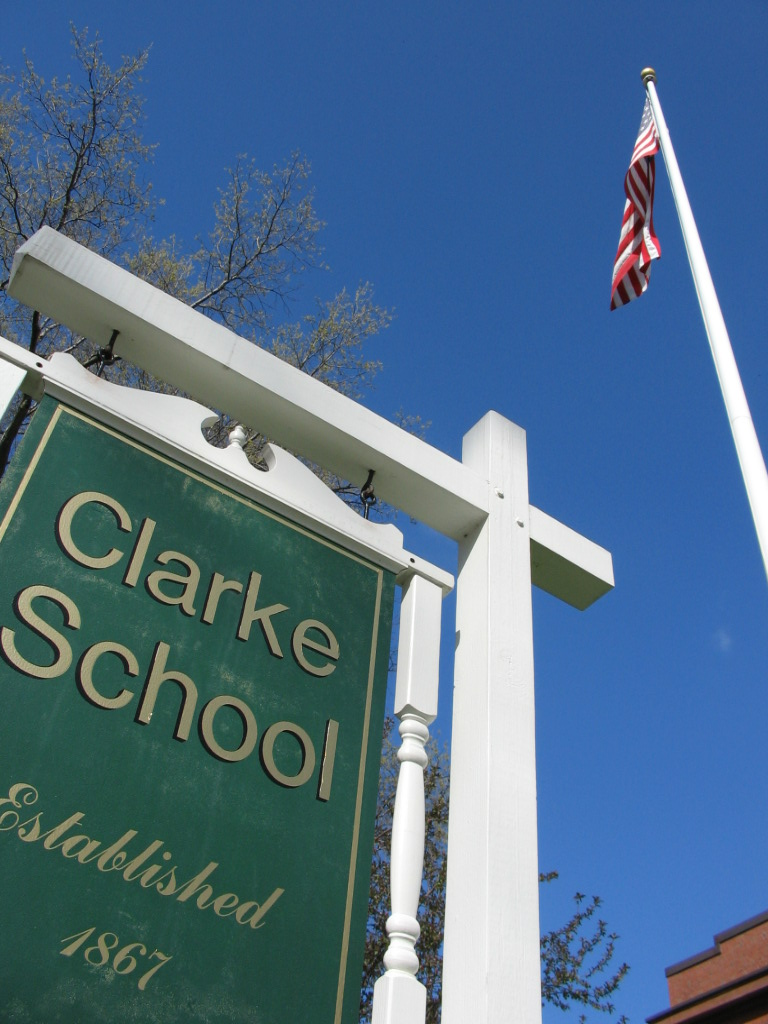
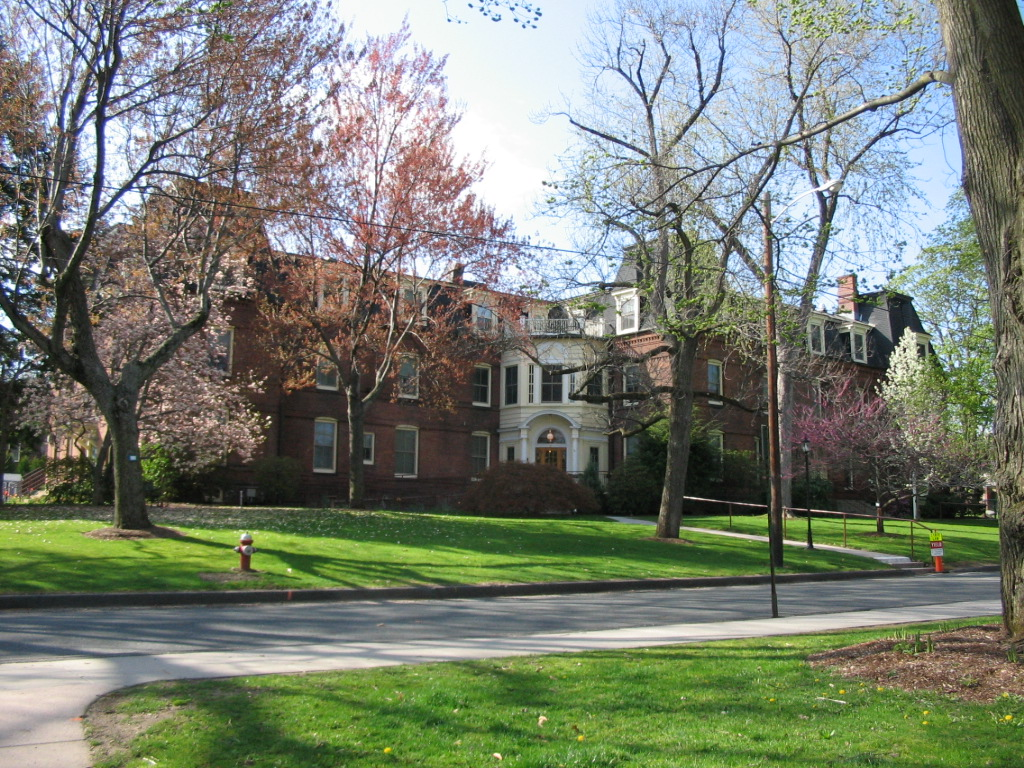
Gawith Hall - Main Dormitory